# Леден кристал
Ледените кристали представляват редица макроскопични кристални форми, в които се появява лед. Те са отговорни за различни атмосферни явления (напр. дъгата) и формирането на облаци.

## Формиране
При обичайни условия (стайна температура и налягане), водните молекули имат V-образна форма. Двата водородни атома се свързват с кислородния атом под ъгъл от 105°. Ледените кристали имат шестоъгълна кристална решетка, което означава, че водните молекули се подреждат в наслоени шестоъгълници при замръзване.
По-бавният растеж на кристалите от по-студени и по-сухи атмосфери води до по-голяма хексагонална симетрия. В зависимост от температурата и влажността на околната среда ледените кристали могат да се развият от първоначалната шестоъгълна призма в много симетрични форми. Възможните форми за ледените кристали са колони, игли, плочи и дендрити. Възможни са и смесени десени.  Симетричните форми се дължат на нарастване на отлагането, когато ледът се образува директно от водна пара в атмосферата.  Малките пространства в атмосферните частици също могат да събират вода, да замръзват и да образуват ледени кристали.   Това е известно като нуклеация .  Снежинките се образуват, когато допълнителна пара замръзне върху съществуващ леден кристал.  
Ледените кристали създават оптични явления като диамантен прах и ореоли в небето поради отразяване на светлината от кристалите в процес, наречен разсейване .   
Перестите облаци и ледената мъгла са направени от ледени кристали.   Перестите облаци често са знак за приближаващ топъл фронт, където топъл и влажен въздух се издига и замръзва в ледени кристали.   Ледените кристали, които се трият един в друг, произвеждат мълния. Кристалите обикновено падат хоризонтално но електрическите полета могат да ги накарат да се слепят и да паднат в други посоки.